# CS Dinamo București (handbal)

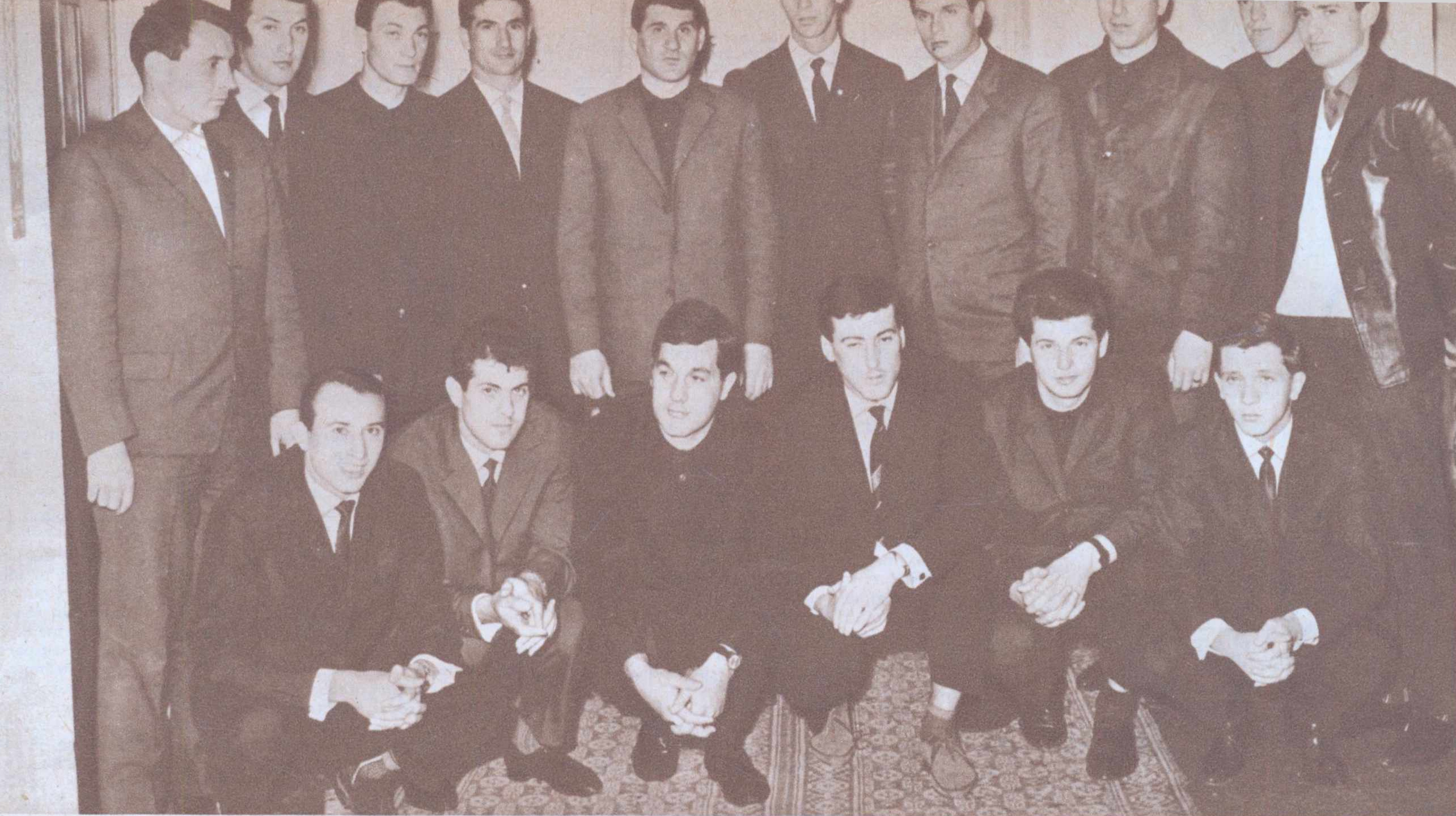
Echipa din 1965

CS Dinamo București este o echipă profesionistă de handbal masculin din București. Clubul a câștigat în 1965 Liga Campionilor, fiind prima echipă românească care cucerește acest trofeu. Dinamo este al doilea cel mai titrat club din România, după Steaua București.

## Istorie
Secția de handbal a luat naștere în 1956, prin trecerea la CS Dinamo a formației CSU București, formată din studenți de la Institutul de Educație Fizică și Sport. Printre aceștia erau Cosma Liță, Oprea Vlase, Gabriel Zugrăvescu.
Moser, Ivănescu, Hnat, Redl, Costache I și Costache II, Moldovan, Covaci, Ștef, Cosma, Licu, Nica, Dan Marin, Samungi, Penu, Dogărescu, Durău, Bedivan, Bota, Grabovski, Cl. Ionescu, Tase și multi alți sportivi dinamoviști au contribuit la un palmares impresionant: 4 medalii la Jocurile Olimpice, 6 medalii la Campionatele Mondiale (dintre care 4 de aur), 4 medalii la Jocurile Mondiale Universitare, câștigarea Cupei Campionilor Europeni (în 1965, după ce Dinamo eliminase, pe rând, echipe extrem de valoroase în acea vreme: Vorwärts Berlin, RIK Göteborg, Grashoppers Zürich, iar în finala de la Lyon alb-roșii îi înving pe iugoslavii de la Medveščak Zagreb cu 13-11). Aproape tot ce s-a realizat în primii ani a purtat amprenta inegalabilului Oprea Vlase, antrenor de clasă, omul care a știut să formeze și să pregătească generații de handbalisti, transformându-i în vedete, în glorii ale sportului românesc și mondial.
Din anul 2000, jocul lui Dinamo s-a revigorat, echipa câștigând un titlu național în 2005 și ajungând într-o semifinală de cupă europeană (Cupa EHF - 2004). Echipa a dat numeroși jucători la naționala României și multe clasări pe podiumul de premiere al campionatului național. După hegemonia unicului tehnician Oprea Vlase, au urmat alți antrenori la comanda echipei, printre care; Ghiță Licu, Valentin Samungi, Ioan Checicheș, M. Stark, Constantin Ștefan, Eliodor Voica, Ion Ene, Sebastian Bota. 
Șirul victoriilor în campionatul intern s-a reluat în 2016, când Dinamo a cucerit din nou titlul național. Echipa alb-roșie a repetat performanța și anul următor, în 2017 (sezon în care a reușit eventul, campionat - Cupa României), dar și în 2018, 2019 și 2021. În 2020, Dinamo a dominat competiția internă, dar campionatul a fost întrerupt din cauza pandemiei de coronavirus, iar titlul nu s-a decernat. Campioană națională cinci ani consecutiv, cu un lot eterogen, alcătuit din jucători români, dar și străini de valoare, Dinamo și-a pus amprenta pe prezentul handbalului românesc.
În 2021, Dinamo a adus pe banca tehnică unul dintre cei mai valoroși antrenori din lume, Xavier Pascual, triplu câștigător al EHF Champions League cu FC Barcelona.

## Palmares
- Liga Națională:
  - Câștigătoare (21): 1959, 1960, 1961, 1962, 1964, 1965, 1966, 1978, 1986, 1995, 1997, 2005, 2016, 2017, 2018, 2019, 2021, 2022, 2023, 2024, 2025
  - Locul 2 (22): 1963, 1967, 1968, 1969, 1970, 1971, 1972, 1974, 1975, 1976, 1977, 1982, 1983, 1984, 1988, 1989, 1990, 1991, 2002, 2003, 2004, 2006

- Cupa României:
  - Câștigătoare (9): 1979, 1982, 1988, 2017, 2020, 2021, 2022, 2024, 2025

- Supercupa României:
  - Câștigătoare (7): 2016, 2018, 2019, 2020, 2022, 2023, 2024

- Cupa Campionilor Europeni:
  - Câștigătoare (1): 1965
  - Finalistă (1): 1963
  - Semifinalistă (4): 1959, 1960, 1967, 1979

- Cupa Cupelor EHF:
  - Finalistă (1): 1982-1983
  - Semifinalistă (1): 1988-1989

- Cupa EHF:
  - Semifinalistă (1): 2003-2004

- Liga Europeană EHF
  - Semifinalistă (1): 2023-2024[1]

## Echipă
Lotul pentru sezonul 2022-2023
| Portari - 01 Alexandru Bucătaru - 22 Khalifa Ghedbane - 23 Saeid Heidarirad Extreme stânga - 24 Andrei Nicușor Negru - 28 Alex Pascual Garcia Extreme dreapta - 06 Vlad Popa - 15 Valentin Ghionea (c) - 55 Andrii Akimenko Pivoți - 05 Călin Dedu - 74 Viachaslau Bokhan - 89 Mohamed Mamdouh - 99 Cédric Sorhaindo | Interi stânga - 07 Dan Racoțea - 25 Christian Dissinger - 47 Ante Kuduz - 90 Ali Zein - 94 Robert Militaru Centri - 14 João Pedro Silva - 20 Rareș Muntean - 34 Lazar Kukić - 73 Octavian Bizău Interi dreapta - 18 Eduardo Gurbindo - 37 Stanislav Kašpárek - 51 Javier Humet |